# Franco Califano
Franco Califano (né à Tripoli le 14 septembre 1938  et mort à Rome le 30 mars 2013)  est un  parolier, compositeur, chanteur-compositeur-interprète, auteur et acteur italien.

## Biographie
Né dans un avion au-dessus de Tripoli, en Libye, Califano a vécu la plupart de sa vie à Rome, dont souvent il emploie le dialecte dans ses chansons, et Milan. Dans les années 1960, il a commencé sa carrière dans la musique en tant que parolier et producteur de disques ; parmi ses premiers succès en tant qu'auteur figurent "La musica è finita", "E la chiamano estate", "Una ragione di più".
Franco Califano a été arrêté en 1970, et de nouveau en 1984 pour possession de drogue; dans les deux cas, Califano a été acquitté, avec la formule « parce que le fait n'existe pas ». En 1976 Califano a obtenu son premier succès en tant que chanteur avec la chanson Tutto il resto è noia, inclus dans son quatrième album éponyme, pour laquelle la critique l'associe au  traditionnel courant français des chansonniers. Au Cours de ces années, il a continué son activité en tant que parolier, écrivant des chansons ayant participé au Festival de Musique de Sanremo un grande amore e più niente, chantée par Peppino di Capri (gagnant en 1973 ) et Minuetto chantée par Mia Martini ; il a aussi composé un album pour Mina, Manti di valore. En 1978, il sort l'album, Tac.
En 1988, il participe au Festival de Sanremo avec la chanson autobiographique Io per le strade di quartiere ; il revint à Sanremo, à deux reprises, en 1994 avec Napoli et en 2005 avec Non escludo il ritorno.
Franco Califano est l'auteur de plusieurs livres, dont l'autobiographique Senza Manette et Il cuore nel sesso. Il a également joué dans plusieurs films de genre ainsi que dans le poliziottesco Gardenia et le film-comédie Due strani papà.
Franco Califano est mort d'une crise cardiaque dans sa maison à Acilia le 30 mars 2013.

## Discographie partielle
- 1972 : N bastardo venuto dar sud
- 1973 : Ma che piagni un ffa'
- 1973 :   L'evidenza dell'autunno
- 1975 : Io moi " mbriaco
- 1975 :  Secondo moi, l'amour...
- 1975 : 24-7-75 dalla Bussola, en direct à La Bussola à Viareggio
- 1976 : Tutto il resto è noia
- 1977 :  Tac...!
- 1977 :  Bastardo l'autunno e l'amore (collection)
- 1979 : Ti perdo
- 1980 : Tuo Califano
- 1981 :  La mia libertà
- 1981 :  Ritratto di Franco Califano (collection )
- 1982 : Buio e Luna piena
- 1982 :  Dans le concerto dal Blue Moon di Ogliastro Marina (live)
- 1983 : Io per amarti
- 1983 : Super Califfo (collection )
- 1984 : Impronte digitali
- 1985 : Ma cambierà
- 1987 : Il bello della vita
- 1988 : Io
- 1989 : Coppia dove vai
- 1990 :  Califano  (1990)
- 1991 : Se il teatro è pieno
- 1992 : Dans le concerto dal Blue Moon di Ogliastro Marina 2 (live)
- 1994 : Ma io vivo
- 1995 :  Giovani uomini
- 1999 :  Tu nell'intimità
- 2001 :  Stasera io canto (live)
- 2001 :  Vive chi vive (EP)
- 2003 : Luci della notte
- 2005 : Non escludo il ritorno (collection)
- 2009 : C'è bisogno d'amore

## Filmographie partielle
- 1962 : Appuntamento in Riviera de Mario Mattoli
- 1963 : Notti nude d'Ettore Fecchi
- 1964 : Cherchez l'idole de Michel Boisrond
- 1979 : Gardenia - Il giustiziere della mala de Domenico Paolella
- 1984 : Due strani papà de Mariano Laurenti.
- 1991 : Il ritorno di Ribot de Pino Passalacqua (mini-série TV)
- 1997 : Viola bacia tutti de Giovanni Veronesi
- 2008 : Questa notte è ancora nostra de Paolo Genovese et Luca Miniero
- 2011 : Noi di settembre de Stefano Veneruso (documentaire)
- 2014 : Non escludo il ritorno de Stefano Calvagna

## Publications
- (it) Ti perdo. Diario segreto di un uomo da strada, Milan, Davoli, 1979.
- (it) Monologhi e poesie romanesche, Rome, Califfo, 1991.
- (it) Il cuore nel sesso. Libro sull'erotismo, il corteggiamento e l'amore scritto da uno pratico, Rome, Castelvecchi, 2000.  (ISBN 88-8210-228-9).
- (it) Sesso e sentimento, Santarcangelo di Romagna, Keybook, 2004.
- (it) Il Calisutra. Storie di vita e casi dell'amore raccontati dal maestro, Rome, Castelvecchi, 2006.  (ISBN 88-7615-136-2).
- (it) Senza manette, intervista con Pierluigi Diaco, Milan, Mondadori, 2008.  (ISBN 978-88-04-57327-2).